# Гвинтівка wz. 29
Гвинтівка wz. 29 (kbk wz. 29) (пол. Karabinek wz. 29) – польська гвинтівка (коротка гвинтівка) з чотириствольним казенником, калібру 7,9 мм. Розроблена в міжвоєнний період на основі конструкції системи Маузера.
За конструкторськими припущеннями рубежу 1920-1930-х років, це була коротка гвинтівка - універсальна зброя, призначена не тільки для кавалерії, а й для піхоти. Карабін wz. 29 була зброєю, яка була коротшою, зручнішою та легшою, ніж традиційна гвинтівка, але з меншою практичною дальністю стрільби. Конструкція гвинтівки була близька до інших коротких гвинтівок Mauser того періоду, наприклад, чехословацького vz. 24, бельгійський Mauser M1924 і німецький Kar 98k. Для використання з wz. 29 був багнет wz. 29
Виробництво гвинтівки розпочалося в 1930 році на заводі озброення в Радомі. У середині тридцятих років у результаті зміни концепції у Війську Польському піхота була переозброєна wz. 98. Пенсіонер wz. 29, поруч із wz. 98 використовувалися іншими підрозділами, в т.ч кавалерійські, артилерійські та саперні частини. Однак його виробництво тривало до 1939 року.

## Історія конструкції
Після відновлення незалежності Польщею у розпорядженні сформованого Війська Польського було 24 різні моделі гвинтівок і 22 моделі карабінів. Було використано, серед іншого, Французькі, англійські, німецькі, австро-угорські, російські і навіть японські та американські гвинтівки. Вже в перші роки незалежності намагалися уніфікувати оснащення Війська Польського рушницями. Спочатку розглядалося прийняття на озброєння французьких гвинтівок Lebel або Berthier    .
Ситуація змінилася на початку 1920-х років. Постановою від 10 березня 1921 року Рада послів розпорядилася передати машини й обладнання, документацію та великі запаси сировини з колишнього прусського королівського арсеналу в Гданську, де під час Першої світової війни вироблялися гвинтівки Mauser Gew98. Такий поворот подій призвів до того, що Військо Польське остаточно обрала Gew98 (під позначенням гвинтівки wz. 98) як базову гвинтівку.
Отримані машини та пристрої були перевезені до Варшави, де потім був створений Державний стрілецький завод. Фабрика розпочала виробництво wz. 98. Проте виробництво закінчилося в 1924 році після того, як було випущено близько 22 000 примірників. гвинтівки. Причиною стала зміна концепції піхотної зброї. У середині 1920-х років у багатьох країнах спостерігалася тенденція переозброєння піхоти з довгих гвинтівок до більш зручних і коротких карабінів, які іноді також називають короткими гвинтівками.
Тому в 1924 році в Польщі була розроблена версія карабіна на базі німецького Kar 98a (AZ). Виробництво польської версії карабіна Маузера (польське позначення: wz. 98 carbine) почалося наступного року. Польський карабін у порівнянні з німецьким прототипом мав, серед іншого, інша конструкція сідла і прицілу, а також інша форма прикладу черевика. Швидко виявилося, що ця зброя має деякі недоліки, узяті з німецького оригіналу. За наміром німецьких конструкторів, Kar 98a був розроблений як зброя для допоміжних підрозділів. Одним з основних його недоліків були проблеми зі стрільбою після установки багнета, оскільки його основа закінчувалася всього в 15 см від дульного зрізу. В результаті багнет кріпився нестабільно, до того ж дерев’яні облицювання багнета піддавалися дульному вогню. Ці недоліки були не такими значними у випадку допоміжних і тилових військ, однак у випадку з лінійною піхотою вони мали велике значення. До інших недоліків польських карабінів wz. 98 також включали недостатню взаємозамінність деталей і високу віддачу, що негативно позначається на точності стрільби.
На рубежі 1930/1931 рр. відбулася чергова зміна в тактичних припущеннях ведення піхотних боїв у Війську Польському. Тоді було вирішено, що солдати-піхоти повинні мати можливість ефективно вести вогонь зі штатної зброї на відстані 1000-1500 м, що вимагало повторного встановлення довгих гвинтівок замість карабінів. Тому в 1934 році було прийнято рішення про відновлення виробництва wz. 98 (що відбулося через два роки) та переозброєння ними бійців піхотних стрілецьких рот. Карабіни wz. 29 поруч із wz. 98 залишилися в т.ч. на озброєнні функціональних підрозділів (наприклад, легких кулеметів і ручних кулеметів, гранатометів), артилерії, саперних і кавалерійських частин [12] [13] [14].
Крім того, понад 140 000 карабінів було експортовано через SEPEWE, переважно до республіканської Іспанії під час громадянської війни, що тривала там. Карабіни, вироблені на експорт, іноді позначалися як wz. 29е (е – для слова експорт), до того ж вони не мали маркування виробника на замкових камерах.
Досвід вересневої кампанії показав, що параметри Маузера 98k були подібними до німецьких гвинтівок Kar98k, а після його доопрацювання разом з іншими карабінами та гвинтівками системи Маузера увійшли до складу партизанської екіпіровки.
Після закінчення вересневої кампанії значна кількість польської зброї потрапила до рук німців і совєтів. І Вермахт, і Червона армія захопили wz. 29 та використовували для озброєння своїх солдатів. У німецькій армії wz. 29 отримав позначення Gewehr 298 (p) - G298 (p).

## Опис конструкції
Карабін wz. 29 була індивідуальною повторюваною зброєю, оснащеною чотириступінчастим затворно-поворотним замком. Замикання здійснювалося за допомогою трьох болтів: двох основних в передній частині штока затвора і одного допоміжного в його задній частині, як у гвинтівки Mauser Gew98. Замок складався з: стрижня замка з ручкою, що закінчується кулястою ручкою, замка, запобіжного клапана, ударника, шипа, голчастої пружини, екстрактора та засувки. Гвинтівка мала загальну довжину 1100 мм і вагу 3,9 кг.
У порівнянні з kbk wz. 98 польського виробництва, новий карабін відрізнявся, серед інших, має цев'я та кришку ствола, яка на 75 мм коротша, має основу для розгортання затвора (так званої «бабки»), розміщену на прикладі, оснащену шомполом, захованим у ложі (який, отже, мав отвір і відповідний борозенки), відсутність козла, інша форма задньої дошки і посилення казенниці, що полягає у використанні більшої «рушничної» камери (з додатковим поворотом верхньої частини затворної камери) замість менша «карабінна» камера. З карабінів Kbk wz. 98 німецького виробництва (Kar98a (AZ)), новий карабін відрізнявся зовні, напр. відсутність козла, проста казенна рукоятка (ручка замка німецької рушниці була загнута донизу, ручка була вирізана зсередини і накатка), відсутність отвору для пращі в прикладі, інша форма верху і черевика, деякі Kar98a (AZ) також не мали «бабок». Крім того, частини wz. 29 мав більший допуск на розміри, що забезпечувало взаємозамінність елементів.
Ствол карабіна wz. 29 калібр 7,9 мм мав різьблення з чотирма правими прорізами. Його довжина була 600 мм. Він був виготовлений із нового сплаву вуглецевої сталі, розробленого в Польщі, завдяки чому відзначався високою міцністю, що становить приблизно 10 000 пострілів.

## Користувачі
- Польська Республіка (1918—1939) – близько 250 000 гвинтівок стандартного випуску протягом 1930-х років
- Афганістан – 100
- Саудівська Аравія – 13000
- Республіка Китай – 12450
- Друга Іспанська республіка – 95894
- Франкістська Іспанія
- Третій Рейх
- Палестинська держава – 1697
- СРСР